# Dana Hall
Dana Eric Hall (Bellflower, 8 luglio 1969) è un ex giocatore di football americano statunitense che ha giocato nel ruolo di safety) per sei stagioni nella National Football League (NFL). Fu scelto nel corso del primo giro (18º assoluto) del Draft NFL 1992 dai San Francisco 49ers. Al college ha giocato a football all’Università di Washington vincendo un campionato NCAA.

## Carriera professionistica
Hall fu scelto nel corso del primo giro dei Draft 1992 dai San Francisco 49ers. Rimase in California per tre stagioni vincendo il Super Bowl XXIX nel 1994 battendo in finale i San Diego Chargers. La stagione successiva passò ai Cleveland Browns per un solo anno prima di trasferirsi ai Jacksonville Jaguars per le ultime due annate della carriera.

## Palmarès

### Franchigia
- Super Bowl : 1

San Francisco 49ers: XXIX

### Individuale
- PFWA All-Rookie Team - 1992

## Statistiche
| Partite totali   | 91  |
| Sack fatti       | 2,0 |
| Intercetti fatti | 7   |